# Daboia
Daboia es un género de serpientes venenosas perteneciente a la familia Viperidae. Se distribuyen por la mitad sur de Asia, la Wallacea y el norte de África.

## Especies
Se reconocen las 5 especies siguientes según The Reptile Database:
- Daboia deserti (Anderson, 1892)
- Daboia mauritanica (Duméril & Bibron, 1848)
- Daboia palaestinae (Werner, 1938)
- Daboia russelii (Shaw & Nodder, 1797)
- Daboia siamensis (Smith, 1917)